# 제임스 커티스 헵번
제임스 커티스 헵번(영어: James Curtis Hepburn, 1815년 3월 13일 ~ 1911년 9월 21일)은 미국의 의사겸 통역가, 교사, 개혁교회의 선교사로 활동했던 인물이다. 일본어 로마자 표기법 중 하나인 헵번식 로마자 표기법을 고안한 인물이다.

## 생애

### 어린 시절
헵번은 1815년 3월 13일에 미국의 펜실베이니아주의 한 도시인 밀턴에서 태어났다. 그는 프린스턴 대학교를 다니게 되면서 석사학위를 받았고, 그 후 펜실베이니아 대학교에 디니면서 의학박사 학위를 따내어 의사가 되었다. 그는 개혁교회를 믿고 있는데, 선교사로 활동하여 중국으로 건나가 의료 선교사로 활동할려 건너갔으나, 그 당시에 중국에서 제1차 아편 전쟁이 발생하면서, 중국 항구에 외국인 출입을 제한하게 되면서 중국으로 들어가지 못하면서 결국, 2년 동안 싱가포르에 머물러야만 했었다. 이후 선교사로 5년간 활동한 뒤, 1845년에 미국으로 돌아와 뉴욕 시에서 의사로 활동하였다.

### 일본에서 선교활동

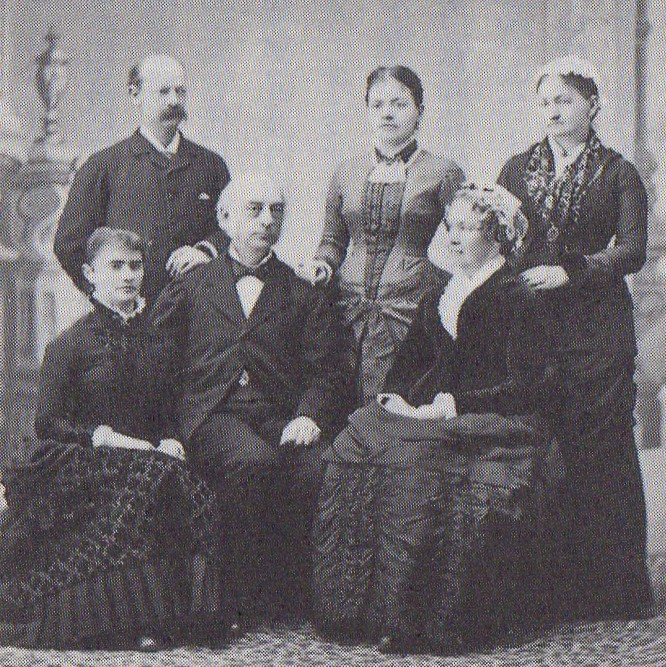
헵번과 그의 일행들의 모습

1859년에 그는 미국 장로교 선교단과 함께 일본에서 다시 한번 의료 선교사로 활동하기 위해 건너갔다. 1859년 10월에 그는 나가사키에 처음 도착하여 요코하마로 이동하여 새로 개업한 항구안 소코지사에서 첫 진료소를 열었다. 그는 네덜란드 출신 한 영사관이 점령했던 사찰인 가나가와의 조부쓰지에서 처음 거주하면서 새로 개항한 항구와 가까운 곳에 거주한 최초의 개신교 선교사가 되었다. 그의 가족들은 네덜란드의 개혁 장관 사무엘 로빈스 브라운 목사와 함께 잡수지에서 숙소를 공동으로 생활하였고, 그는 외교인 타운젠드 해리스로부터 명예의사로 임명되었다.
그러나 당시 일본에서는 바쿠마쓰 시기에 선교사들이 요코하마로 이전하는 모습에 당시 일본 당국이 환자들과 의료 선교사들과 의료 활동을 금지하면서 그는 일본에서 의료 활동이 불가능하게 되었다. 이후, 1862년에 헵번과 그의 가족들은 요코하마 조약항 외국인 거주지의 중심부에 있는 교류치 39번지의 집과 영내로 이전하게 되었는데, 그 곳에서 의료 활동 뿐만 아니라 그의 아내 클라라와 함께 헵번 학교를 설립하였고, 이 학교는 규모가 커져가면서 오늘날 일본의 한 대학교인 메이지가쿠인 대학으로 발전한다. 또한 그는 일본어를 후루야 사쿠자에몬, 다카하시 고레키요, 누마 모리카즈로부터 제자로 기리며 베우게 되었다고 한다.
요코하마에서 의학적 공헌을 한 덕분에, 오늘날 일본의 한 대학인 요코하마 시립 대학의 시설 중 하나인 헵번 홀은 그의 이름을 따서 지어지게 되었다고 한다.
헵번은 일본어 성경 번역을 중요하게 여겼으나, 이를 위해서는 표준 일본어를 정리할 필요가 있어 성경 번역을 위한 기초 작업으로 사전 편찬을 시작하였고 1867년 5월에 그는 오랜 조교인 기시다 긴코와 함께, 일본어-영어 사전(和英語林集成)을 출판하게 되었다. 그러다 1886년에 제 3판이 나올 당시에 그 사전에는 일본 알파벳 로마자 표기 협회(로마지카이)와 함께 새로 개발하여 만들어진 일본어 로마자 표기법중 하나인 헵번식 로마자 표기법을 기반으로 내놓게 되었는데, 오늘날 이 사전은 일본에서 예비학생들을 위한 표준 참고서로 자리잡게 되었을 뿐만 아니라 헵번식 로마자 표기법을 일본에서 널리 대중화 시키기로 유명하다.
이후, 헵번은 개혁교회 선교사인 사무엘 브라운(Samuel R. Brown)과 함께 1872년에 일본어로 번역된 마태복음, 마가복음, 요한복음을 번역하여 발간하였고, 일본 내 다른 선교사들과 함께 각각 1880년에 신약성서 번역을 완료하였고, 이후 구약성서 번역에도 참여하여 1887년에 메이지역본(明治元訳)을 발간하였다.

### 이후
1892년에 그는 다시 미국으로 돌아오다가, 1905년 3월 14일 다음 날에 욱일장을 수여받으면서, 욱일장을 받은 외국인인으로는 두번째로 떠오르게 되었고, 이후, 1911년 9월 21일에 미국의 뉴저지주의 한 도시인 이스트오렌지에서 96세의 나이로 생을 마감하였다.

## 같이 보기
- 타운젠드 해리스
- 다카하시 고레키요
- 헵번식 로마자 표기법